# Fabian Schläper
Fabian Schläper (* 1976 in Aachen) ist ein deutscher Songkabarettist und Textdichter.

## Leben
Fabian Schläper wuchs in Kirchheim unter Teck auf. Im Alter von 16 Jahren hatte er seine ersten Auftritte; es folgten diverse Schauspiel- und Musicalproduktionen. Seine ersten Solo-Auftritte mit Pianist hatte er im Club Bastion.
Neben seinen Bühnenprogrammen arbeitet Schläper auch als Auftragstexter im Bereich Comedy, Kabarett und Chanson, unter anderem für Rainer Bielfeldt, Jo van Nelsen, Frl. Wommy Wonder, Tina Häussermann und Annette Postel. Seit 2004 gehört er der Celler Schule an.
Fabian Schläper lebt in Stuttgart. Er ist als Systemischer Coach täiig.

## Preise und Auszeichnungen
- Erster Preis Krefelder Krähe
- Kleinkunstpreis Baden-Württemberg
- 1. Platz „Krönung“ Burgdorf (Schweiz)
- Preisträger des Nachwuchsförderwettbewerbs für junge Liedermacher beim Festival Songs an einem Sommerabend
- 1. Platz und Publikumspreis „Troubadour“